# Classe DeKi 200
A Classe DeKi 200 é uma classe de 3 locomotivas elétricas, com arranjo de rodeiros Bo-Bo conforme a Classificação UIC, foram construídas pela empresa Hitachi do Japão. São operadas pela ferrovia privada Chichibu Railway na província de Saitama, Japão desde 1963.
Até abril de 2014 uma (DeKi 201) estava em operação. Esta locomotiva tem a cor padrão marrom com uma faixa dourada é usada para serviço de assistência do trem de transporte SL Paleo Express e em manobras de vagões vazios.

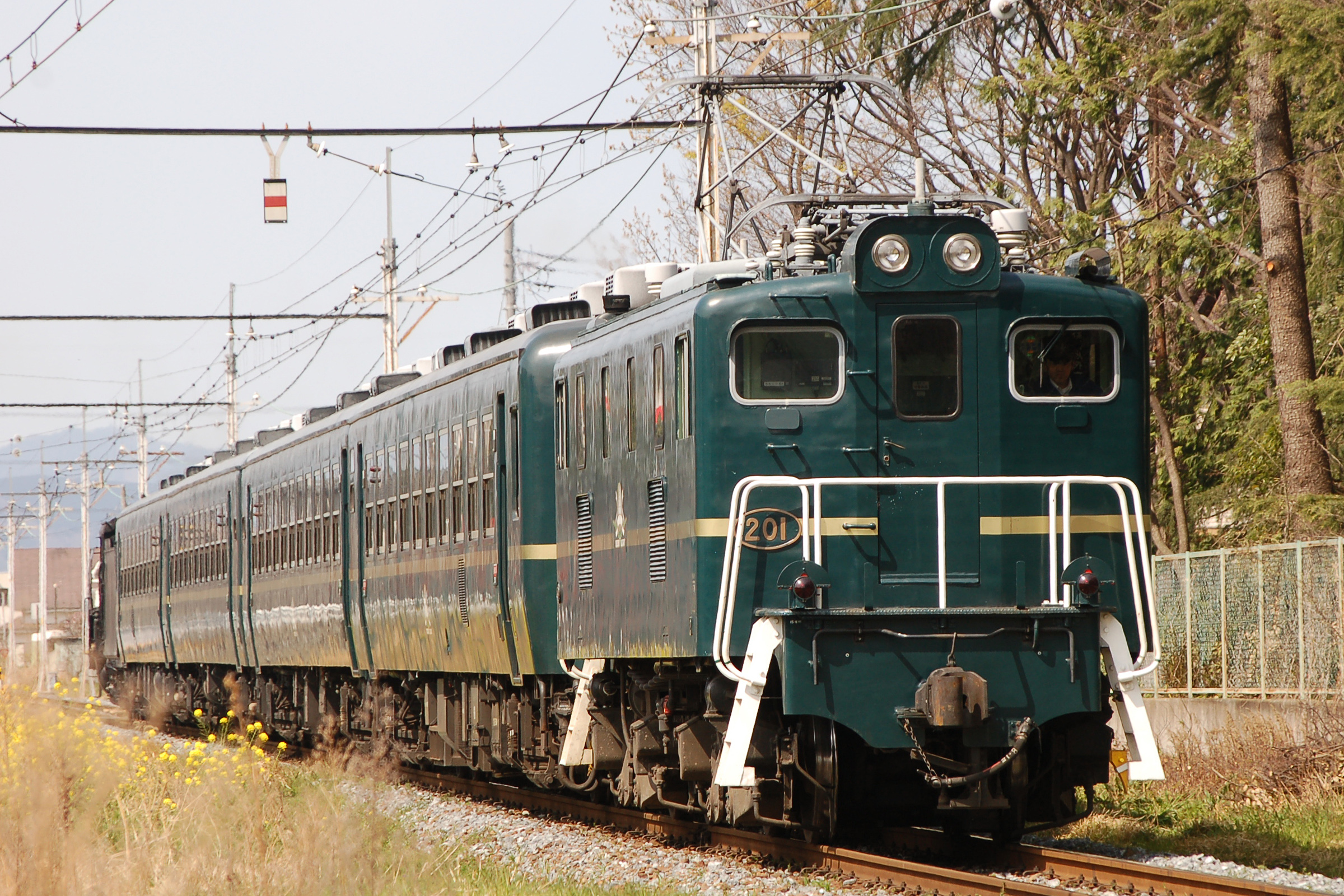
DeKi 201 nas cores verde escuro  com linha dourada anterior da linha Paleo Express em abril de 2006.
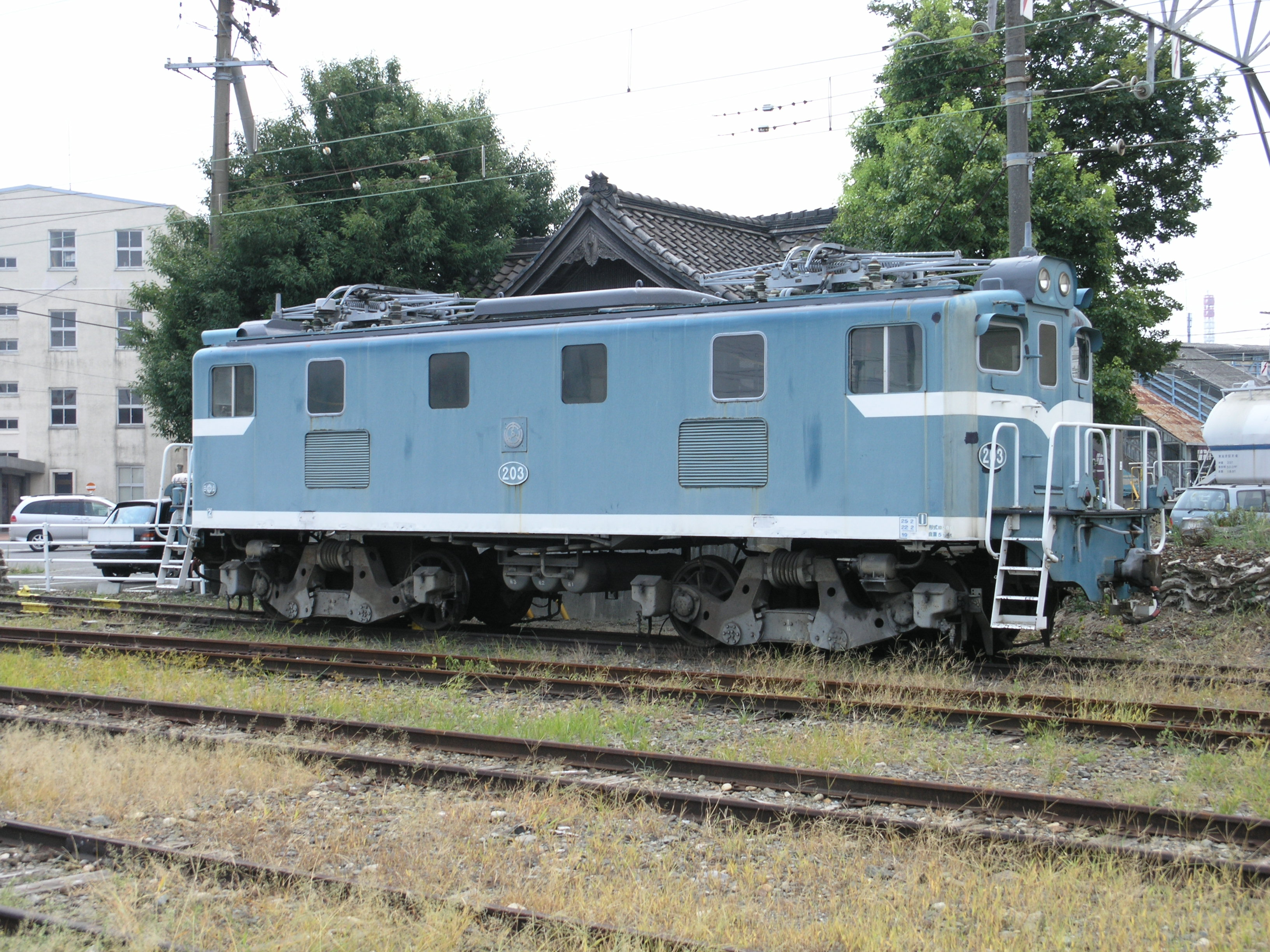
DeKi 203 em agosto de 2008 a serviço da ferrovia Sangi Railway.

## Detalhes da frota
| Número   | Fabricante | Ano de construção | Ano de aposentadoria | Notas                          |
| -------- | ---------- | ----------------- | -------------------- | ------------------------------ |
| DeKi 201 | Hitachi    | 1963              |                      | Operacional                    |
| DeKi 202 | Hitachi    | 1963              | 2000                 | Revendida para a Sangi Railway |
| DeKi 203 | Hitachi    | 1963              | 2000                 | Revendida para a Sangi Railway |